# Dendronephthya mucronata
Dendronephthya mucronata is een zachte koraalsoort uit de familie Nephtheidae. De koraalsoort komt uit het geslacht Dendronephthya. Dendronephthya mucronata werd in 1900 voor het eerst wetenschappelijk beschreven door Pütier. 